# Gianfranco Gazzaniga
Gianfranco Gazzaniga Farias (Cuenca, Ecuador, 22 de noviembre de 1993), deportivamente conocido como Gazzaniga, es un futbolista profesional ecuatoriano con nacionalidad italiana y argentina. Actualmente, juega como guardameta en el Real Murcia de la Primera Federación. 
Es hijo del guardameta Daniel Omar Gazzaniga que defendió la meta de River Plate y hermano de Paulo Gazzaniga.

## Trayectoria
Formado en la cantera del UD Almería en la que progresó hasta llegar al equipo filial. Con el UD Almería B desarrolló un amplio ciclo en Segunda División B que se prolongó durante cinco años.
A partir de la campaña 14/15 se consolidó como meta titular del filial almeriense con un papel destacado, a la vez que se mantenía como tercer portero del primer equipo. Pese a que el club planteó su renovación, para la temporada 17/18 se enroló en las filas del CD Ejido 2012, club en el que militó la una temporada en Segunda División B antes de firmar por la SD Ponferradina.
En julio de 2018, el guardameta firma por una temporadas con la SD Ponferradina y al final de la temporada 2018-19 lograría el ascenso a la Segunda División con el conjunto berciano. En julio de 2019, renueva su contrato con la SD Ponferradina para realizar su debut en el fútbol profesional y defender los colores del club leonés en la Liga Smartbank.
En la temporada 2021-22, firma con el Racing de Ferrol de la Primera Federación. Al término de la temporada 2022-23, logra el ascenso a la Segunda División.
El 28 de junio de 2024, firma por el Real Murcia Club de Fútbol de la Primera Federación. 

## Estadísticas

### Clubes
Actualizado de acuerdo al último partido jugado el 7 de junio de 2025.
| Club                         | Div.          | Temporada     | Liga  | Liga  | Liga  | Copas nacionales | Copas nacionales | Copas nacionales | Torneos internacionales | Torneos internacionales | Torneos internacionales | Total | Total | Total |
| Club                         | Div.          | Temporada     | Part. | G. R. | V. I. | Part.            | G. R.            | V. I.            | Part.                   | G. R.                   | V. I.                   | Part. | G. R. | V. I. |
| ---------------------------- | ------------- | ------------- | ----- | ----- | ----- | ---------------- | ---------------- | ---------------- | ----------------------- | ----------------------- | ----------------------- | ----- | ----- | ----- |
| U. D. Almería B · España     | 1.ª F         | 2011-12       | 11    | 18    | 3     | —                | —                | —                | —                       | —                       | —                       | 11    | 18    | 3     |
| U. D. Almería B · España     | 1.ª F         | 2012-13       | 14    | 15    | 5     | —                | —                | —                | —                       | —                       | —                       | 14    | 15    | 5     |
| U. D. Almería B · España     | 1.ª F         | 2013-14       | 2     | 5     | 0     | —                | —                | —                | —                       | —                       | —                       | 2     | 5     | 0     |
| U. D. Almería B · España     | 1.ª F         | 2014-15       | 37    | 29    | 18    | —                | —                | —                | —                       | —                       | —                       | 37    | 29    | 18    |
| U. D. Almería B · España     | 1.ª F         | 2015-16       | 37    | 54    | 7     | —                | —                | —                | —                       | —                       | —                       | 37    | 54    | 7     |
| U. D. Almería B · España     | Total club    | Total club    | 101   | 121   | 33    | 0                | 0                | 0                | 0                       | 0                       | 0                       | 101   | 121   | 33    |
| C. D. El Ejido 2012 · España | 1.ª F         | 2017-18       | 16    | 23    | 5     | —                | —                | —                | —                       | —                       | —                       | 16    | 23    | 5     |
| C. D. El Ejido 2012 · España | Total club    | Total club    | 16    | 23    | 5     | 0                | 0                | 0                | 0                       | 0                       | 0                       | 16    | 23    | 5     |
| S. D. Ponferradina · España  | 1.ª F         | 2018-19       | 20    | 13    | 10    | —                | —                | —                | —                       | —                       | —                       | 20    | 13    | 10    |
| S. D. Ponferradina · España  | 2.ª           | 2019-20       | 2     | 2     | 0     | 2                | 1                | 1                | —                       | —                       | —                       | 4     | 3     | 1     |
| S. D. Ponferradina · España  | 2.ª           | 2020-21       | 1     | 2     | 0     | —                | —                | —                | —                       | —                       | —                       | 1     | 2     | 0     |
| S. D. Ponferradina · España  | Total club    | Total club    | 23    | 17    | 10    | 2                | 1                | 1                | 0                       | 0                       | 0                       | 25    | 18    | 11    |
| Racing de Ferrol · España    | 1.ª F         | 2021-22       | 35    | 25    | 14    | —                | —                | —                | —                       | —                       | —                       | 35    | 25    | 14    |
| Racing de Ferrol · España    | 1.ª F         | 2022-23       | 37    | 24    | 18    | —                | —                | —                | —                       | —                       | —                       | 37    | 24    | 18    |
| Racing de Ferrol · España    | 2.ª           | 2023-24       | —     | —     | —     | 3                | 3                | 1                | —                       | —                       | —                       | 3     | 3     | 1     |
| Racing de Ferrol · España    | Total club    | Total club    | 72    | 49    | 32    | 3                | 3                | 1                | 0                       | 0                       | 0                       | 75    | 52    | 33    |
| Real Murcia C. F. · España   | 1.ª F         | 2024-25       | 39    | 33    | 15    | —                | —                | —                | —                       | —                       | —                       | 39    | 33    | 15    |
| Real Murcia C. F. · España   | Total club    | Total club    | 39    | 33    | 15    | 0                | 0                | 0                | 0                       | 0                       | 0                       | 39    | 33    | 15    |
| Total carrera                | Total carrera | Total carrera | 251   | 243   | 95    | 5                | 4                | 2                | 0                       | 0                       | 0                       | 256   | 247   | 97    |
| 1. 2.                        |               |               |       |       |       |                  |                  |                  |                         |                         |                         |       |       |       |

## Palmarés

### Otros logros
| Logro                      | Club             | País   | Año     |
| -------------------------- | ---------------- | ------ | ------- |
| Ascenso a Segunda División | SD Ponferradina  | España | 2018-19 |
| Ascenso a Segunda División | Racing de Ferrol | España | 2022-23 |